# أوروبا الأرثوذكسية

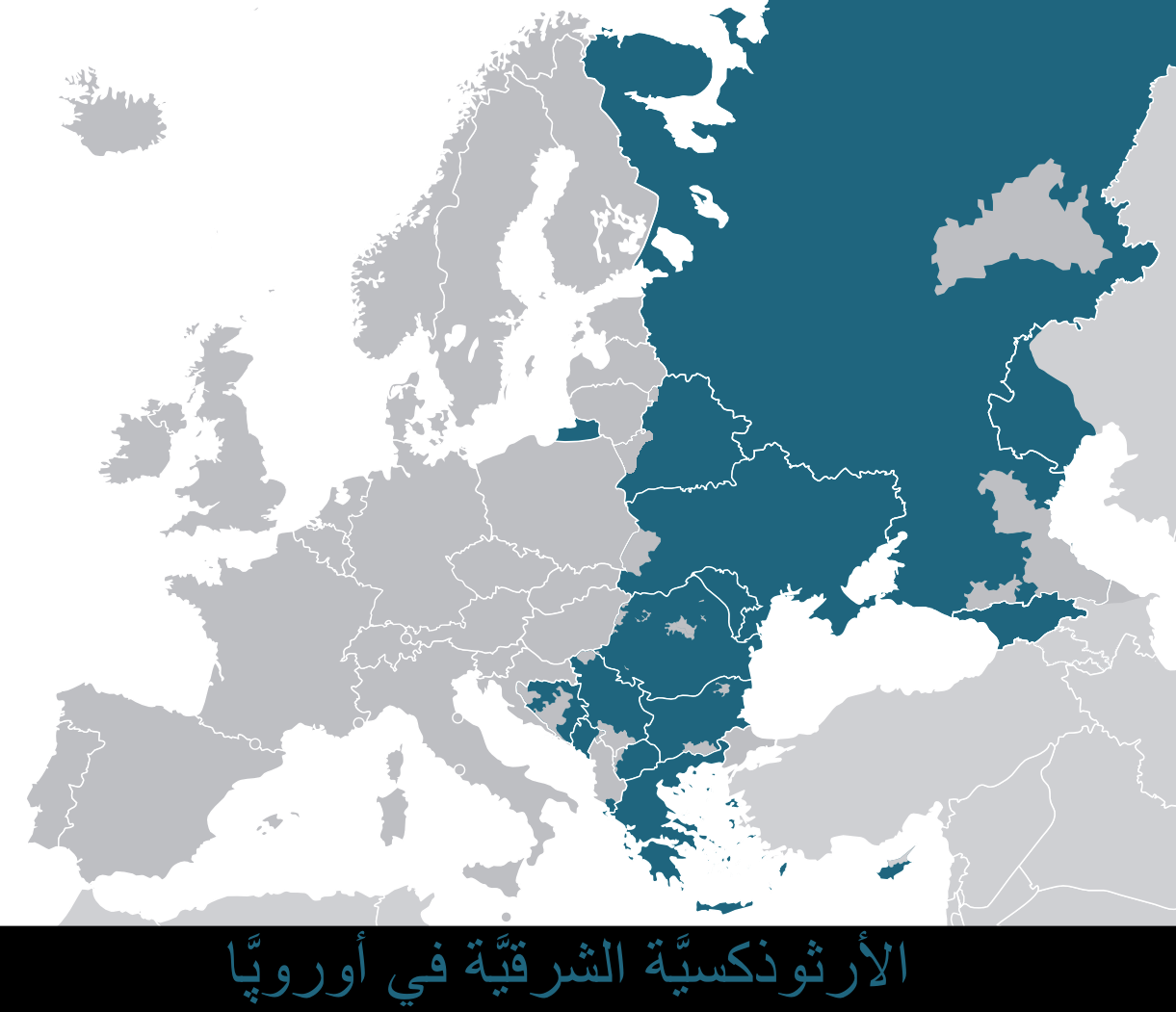
خارطة تُبيِّن انتشار الأرثوذكسيَّة الشرقيَّة في أوروپَّا.

أوروبا الأرثوذكسية هو مصطلح يشير إلى البلدان الأوروبية ذات الأغلبية المسيحية الأرثوذكسية. تشترك بلدان أوروبا الأرثوذكسية بعناصر الحضارة الأرثوذكسية حيث ينتشر في مناطق هذه الدول التقليد الليتورجي والأدبي والمعماري البيزنطي، وتمتد حدود هذه الحضارة بين الدول ذات الغالبية الأرثوذكسية والحضارة المسيحية الشرقية المشتركة والتي ترتبط من الناحية التاريخية والثقافية والاجتماعية والسياسية. يغطي هذا المجال الثقافي أغلب دول أوروبا الشرقية وهي بلغاريا، واليونان، وجمهورية مقدونيا، والجبل الأسود، وجنوب غرب روسيا، وصربيا، ورومانيا، وأوكرانيا، وجورجيا ومولدوفيا وبيلاروسيا.

## تاريخ

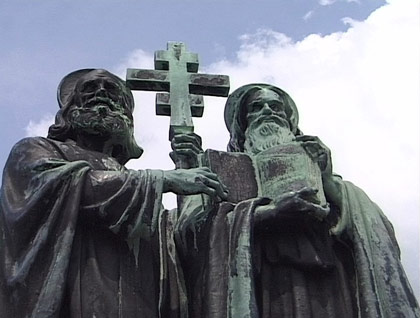
كيرلس وميثوديوس، بفضل تأثيرهما الكبير في التطور الديني والثقافي للشعوب السلافية عامة دعيا بلقب رسل السلافيين.

الكنائس الأرثوذكسية التقليدية هي الكنائس الشرقية، منه البيزنطية (أي الرومية أو ما تسمى أيضاً باليونانية) والسلافية، وقد تم انشقاق الكنيسة بين الغرب (الفاتيكان والمسماة اليوم الرومانية الكاثوليكية) وبين الشرق (الرومية، البيزنطية، والمساماة أيضاً اليوم الرومية الأرثوذكسية. وقد استفحل هذا الانشقاق على أيام ميخائيل كيرولارس بطريرك القسطنطينية عام 1054، لأسباب سياسية أكثر منها عقائدية. اعتبرت الإمبراطورية البيزنطية مركز ثقل الكنيسة الأرثوذكسية، وكانت عاصمتها القسطنطينية، مركز المسيحية الشرقية ومركز حضاري عالمي، وأضحت أعظم مدن العالم في ذلك العصر. واشتهرت المدينة من خلال الروائع المعمارية، مثل كاتدرائية آيا صوفيا الأرثوذكسية الشرقية والتي كانت بمثابة مقر بطريركية القسطنطينية المسكونية، إلى جانب القصر الإمبراطوري المقدس حيث عاش الأباطرة، وبرج غلطة، وميدان سباق الخيل، والبوابة الذهبيّة، فضلًا عن القصور الأرستقراطية الغنية والساحات العامة وحماماتها الفاخرة مثل حمامات زاكبيكوس. امتلكت القسطنطينية على العديد من الكنوز الفنية والأدبية قبل أن تسقط في عام 1204 وعام 1453، كما واشتهرت المدينة في مكتباتها وأبرزها كانت مكتبة القسطنطينية وهي آخر المكتبات الكبيرة في العالم القديم، وقامت مكتبة القسطنطينية بحفظ المعرفة القديمة لليونان والإغريق لأكثر من ألف عام وحوت على حوالي 100,000 نص. وتعتبر جامعة القسطنطينية التي تأسست من قبل الإمبراطور ثيودوسيوس الثاني أول جامعة في العالم. وتضمنت الجامعة على كليات ومدارس في الطب، الفلسفة، اللاهوت والقانون، كما كانت المدارس الإقتصادية المختلفة والكليات والمعاهد الفنية والمكتبات وأكاديميات الفنون الجميلة أيضًا مفتوحة في المدينة.

كاتدرائية أرثوذكسية في بلغاريا: عانى المسيحيون في أوروبا الشرقية من تعسف الاتحاد السوفيتي والشيوعية.

انتقل مركز ثقل الأرثوذكسية عقب سقوط القسطنطينية إلى روسيا حيث أعاد الأباطرة الروس من أسرة رومانوف، حماة المذهب الأرثوذكسي، الثنائية التقليدية في قيادة الكنيسة بينهم وبين البطاركة. كانت المسيحية الأرثوذكسية الروسية هي دين الدولة الرسمي في الإمبراطورية الروسية، وقد اعتنقها أغلبية سكان الإمبراطورية. وكان رئيس الكنسية الأرثوذكسية الروسية هو القيصر، الذي يحمل لقب المدافع الأعلى للكنيسة، وعلى الرغم من أنه كا قد ألغى جميع التعيينات، إلا أنه لم يكن له حق البت في مسائل العقيدة أو تعاليم الكنيسة. انحصرت السلطة الكنسية الرئيسية في يد المجمع المقدس، ورئيسه المدعي العام، الذي كان في ذات الوقت أحد أعضاء مجلس الوزراء، ويُمارس صلاحيات واسعة جداً في المسائل الكنسية.
كانت الكنيسة الروسية الأرثوذكسية مؤسسة قوية في الامبراطورية الروسية، وارتبطت بالأسرة الحاكمة، وشكّل النفوذ المتزايد للقس غريغوري راسبوتين أحد الأسباب التي سببت قيام الثورة الروسية عام 1917. أدى قيام الشيوعية سنة 1917 إلى تأثير سلبي على الكنيسة الأرثوذكسية. أثرّت الحرب العالمية الأولى وقيام الشيوعية سنة 1917 تأثيرًا سلبيًا على الكنيسة الروسية الأرثوذكسية، وأدت إلى استقلال عدد من الكنائس التابعة لها، ولم يكن تأثير الشيوعية السلبي منحصرًا عليها بل شمل باقي الكنائس الأرثوذكسية الشرقية أيضًا، بنتيجة تبني عدد من الدول ذات الغالبية الأرثوذكسية للنظام الشيوعي ردحًا من الزمن حتى سقوط الاتحاد السوفياتي في سنوات 1990.
شهدت دول أوروبا الشرقية مع سقوط الإتحاد السوفياتي والأنظمة الشيوعية صحوة دينية كبرى منها روسيا ممثلة بالعلاقة الوثيقة بين الكنيسة الروسية الأرثوذكسية وفلاديمير بوتين، أوكرانيا، بولندا، صربيا، كرواتيا، رومانيا وبلغاريا.

## ديموغرافيا
المسيحيين الأرثوذكس هم ثاني أكبر الطوائف المسيحية في أوروبا وتبلغ نسبتهم حوالي 35.4% من مجمل المسيحيين أي 200,160,000 نسمة، والدول والمناطق ذات الأغلبيّة من أتباع الأرثوذكسية المسيحية في القارة هي: أرمينيا، روسيا البيضاء، بلغاريا، جورجيا، اليونان، جمهورية مقدونيا، قبرص، مولدوفيا، رومانيا، روسيا، جمهورية صربيا، مونتينيغرو وأوكرانيا. كما وتوجد أقليات أرثوذكسية كبيرة في ألبانيا وفنلندا والبوسنة والهرسك. كما وتسود الأرثوذكسية الشرقيّة والمشرقيّة بين المسيحيين في تركيا وأذربيجان.

### قائمة دول أوروبا الأرثوذكسية
القائمة تستعرض الدول ذات الغالبية الأرثوذكسية في أوروبا، أُخذت القائمة من دراسة قام بها معهد بيو في 2010.
| مرتبة | دولة            | عدد الأرثوذكس | نسبة الأرثوذكس |
| ----- | --------------- | ------------- | -------------- |
| 1     | روسيا           | 101,450,000   | 71.0%          |
| 2     | أوكرانيا        | 34,850,000    | 76.7%          |
| 3     | رومانيا         | 18,750,000    | 87.3%          |
| 4     | اليونان         | 10,030,000    | 88.3%          |
| 5     | صربيا           | 6,630,000     | 86.3%          |
| 6     | بلغاريا         | 6,220,000     | 83.0%          |
| 7     | روسيا البيضاء   | 5,900,000     | 61.5%          |
| 8     | جورجيا          | 3,820,000     | 87.8%          |
| 9     | مولدوفا         | 3,410,000     | 97.9%          |
| 10    | أرمينيا         | 2,680,000     | 86.6%          |
| 11    | جمهورية مقدونيا | 1,330,000     | 64.8%          |
| 12    | قبرص            | 790,000       | 71.8%          |
| 13    | الجبل الأسود    | 470,000       | 75.1%          |

### أقليات أرثوذكسية
القائمة تستعرض الدول الأروربية التي تضم على أكبر عشرة أقليات أرثوذكسية، أُخذت القائمة من دراسة قام بها معهد بيو في 2010:
| مرتبة | دولة            | عدد الأرثوذكس | نسبة الأرثوذكس |
| ----- | --------------- | ------------- | -------------- |
| *     | كازاخستان       | 3,430,000     | 21.4%          |
| 1     | البوسنة والهرسك | 1,440,000     | 38.2%          |
| 2     | ألمانيا         | 1,140,000     | 1.4%           |
| 2     | المملكة المتحدة | 560,000       | 0.9%           |
| 4     | لاتفيا          | 370,000       | 16.5%          |
| 5     | فرنسا           | 370,000       | 0.6%           |
| *     | أذربيجان        | 260,000       | 2.8%           |
| 6     | إستونيا         | 250,000       | 18.9%          |
| 7     | ألبانيا         | 240,000       | 7.5%           |
| 8     | كرواتيا         | 200,000       | 4.4%           |
| 9     | النمسا          | 190,000       | 2.3%           |
| *     | تركيا           | 180,000       | 0.3%           |
| 10    | ليتوانيا        | 170,000       | 5.1%           |